# Macrothele
Macrothele este un gen de păianjeni migalomorfi.
Păianjeni acestui gen sunt destul de mari, lungiea corpului femelei fiinde de 3 cm. Masculii sunt mai mici, jumătate din lungimea femelor. Acești păianjeni construiesc tuburi din pânză sau plasă de formă conică. Locuies printre pietre, bușteni în crăpăturile din sol.

Speciile Macrothele sunt răpândite de la vestul Mării Mediteraniene până în Africa de Vest și Asia de Sud, China. Dintre care majoritatea speciilor se găsesc în Asia, din India până în Japonia și Java, 4 - în Africa și 2 în Europa. Cu toate acestea, există unele îndoieli dacă speciile din vest și est pot fi grupate într-un singur gen. 

Numele genului provine de la cuvintele grecești makro - "mare" și thele, referindu-se la mărimea organelor filiere.

## Specii

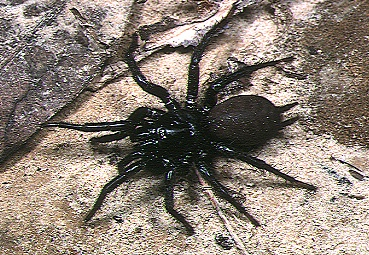
Female M. yaginumai

- Macrothele abrupta Benoit, 1965 — Congo;
- Macrothele amamiensis Shimojana & Haupt, 1998 — insula Ryukyu;
- Macrothele bannaensis Xu & Yin, 2001 — China;
- Macrothele calpeiana (Walckenaer, 1805) — Spania, Africa de Nord;
- Macrothele camerunensis Simon, 1903 — Camerun, Guineea Ecuatorială;
- Macrothele cretica Kulczynski, 1903 — Creta;
- Macrothele decemnotata Simon, 1909 — Vietnam
- Macrothele gigas Shimojana & Haupt, 1998 — insula Ryukyu;
- Macrothele guizhouensis Hu & Li, 1986 — China;
- Macrothele holsti Pocock, 1901 — Taiwan;
- Macrothele hunanica Zhu & Song, 2000 — China;
- Macrothele incisa Benoit, 1965 — Congo;
- Macrothele maculata (Thorell, 1890) — Myanmar, Sumatra, Java;
- Macrothele monocirculata Xu & Yin, 2000 — China;
- Macrothele palpator Pocock, 1901 — China;
- Macrothele proserpina Simon, 1909 — Vietnam;
- Macrothele raveni Zhu, Li & Song, 2000 — China;
- Macrothele segmentata Simon, 1892 — Malaysia;
- Macrothele simplicata (Saito, 1933) — Taiwan;
- Macrothele taiwanensis Shimojana & Haupt, 1998 — Taiwan;
- Macrothele triangularis Benoit, 1965 — Congo;
- Macrothele variabiis Pavesi, 1898 — Java;
- Macrothele vidua Simon, 1906 — India;
- Macrothele yaginumai Shimojana & Haupt, 1998 — insula Ryukyu;
- Macrothele yani Xu, Yin & Griswold, 2002 — China;
- Macrothele yunnanica Zhu & Song, 2000 — China.